# Route nationale 103 (France)
Pour les articles homonymes, voir Route nationale 103.
La route nationale 103, ou RN 103, est une route nationale française reliant Conflans-en-Jarnisy à Briey. Elle reprend un tronçon de l'ancienne RN 52BIS.
Autrefois (avant les déclassements de 1972), la RN 103 était une route allant du Puy (aujourd'hui Le Puy-en-Velay) à la Voulte-sur-Rhône, elle a été déclassée en RD 103 dans la Haute-Loire et en RD 120 dans l'Ardèche.

## Ancien tracé
- Le Puy-en-Velay (km 0)
- Lavoûte-sur-Loire (km 12)
- Vorey-sur-Arzon (km 21)
- Chamalières-sur-Loire (km 28)
- Yssingeaux (km 46)
- Tence (km 65)
- Le Chambon-sur-Lignon (km 73)
- Saint-Agrève (km 85)
- Saint-Julien-Boutières (km 95)
- Saint-Martin-de-Valamas (km 102)
- Le Cheylard (km 110)
- Saint-Sauveur-de-Montagut (km 134)
- Les Ollières-sur-Eyrieux (km 139)
- Dunière-sur-Eyrieux (km 144)
- Saint-Laurent-du-Pape (km 153)
- La Voulte-sur-Rhône (km 157)